# Ronnie Marruda
Ronnie Marruda (Rio de Janeiro, 30 de janeiro de 1956) é um ator e cantor brasileiro. Na década de 90, foi vocalista da banda Africa. Foi vocalista da Banda Bel depois da saída de Toni Garrido e atualmente é vocalista da Banda da Cabeça de Nego.
Participa do grupo O Barra e é um dos criadores do espetáculo "Zé com a mão na Porta".
Como ator ficou conhecido pelo seu personagem Cigano na novela Senhora do Destino de 2004.

## Carreira

### Na televisão
- 2019 - Verão 90 - policial
- 2015 - Chapa Quente - Tonelada
- 2015 - Babilônia - capanga de Otávio
- 2014 - Império - mendigo
- 2014 - Alto Astral - Detetive Bahia
- 2012 - Guerra dos Sexos - Baltazar
- 2011 - Vidas em Jogo - Alberto
- 2009 - Louca Família - Francisco (participação especial)
- 2007 - Caminhos do Coração - Micael Pedreira
- 2006 - Linha Direta Justiça: O Incêndio do Gran Circus Norte-Americano - Edmílson Juvêncio
- 2006 - Paixões Proibidas - José
- 2006 - Tecendo o Saber - Marão
- 2005 - Alma Gêmea - Abílio
- 2004 - Senhora do Destino - Cigano das Neves
- 2001 - Os Maias - Mulato Julião
- 1999 - Força de um Desejo - Raimundo
- 1995 - Tocaia Grande